# Sverker Erichs

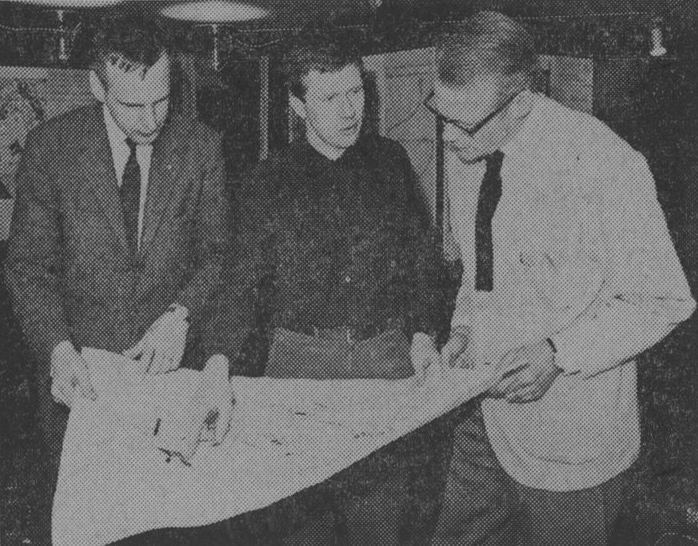
Sverker Erichs (t.h.) på arkitektutställning 1965

Sverker Malte Erichs, född 17 augusti 1917 i Göteborg, död 14 februari 1999 i Uppsala, var en svensk arkitekt. Han var son till Malte Erichs. 
Efter studentexamen i Jönköping 1936 utexaminerades Erichs från Kungliga Tekniska högskolan 1942 och från Kungliga Konsthögskolan 1948. Han var anställd olika på arkitektkontor 1942–1944, vid Byggnadsstyrelsens stadsplanebyrå 1944, av AB Vattenbyggnadsbyrån 1944–1954, var länsarkitekt i Uppsala län 1956–1968 (biträdande från 1954), bedrev konsulterande verksamhet från 1968, var stadsarkitekt i Östhammar 1974–1977 och planarkitekt där 1977–1984. 
Erichs var byggnadskonsulent och byggnadsinspektör 1944–1949, assistent vid Kungliga Tekniska högskolan 1946, expropriationstekniker 1962–1971, expert i 1962 års fritidsutredning, styrelseledamot i Svenska Arkitekters Riksförbund 1957–1958, Länsarkitekternas förening 1962–1967 (ordförande 1966–1967) och Svenska naturskyddsföreningen 1964–1973. Han författade skrifter och artiklar om samhällsplanering och naturvård.
Sverker Erichs är begravd på Uppsala gamla kyrkogård.